# Боарија Барофио (Венеција)
Боарија Барофио (итал. Boaria Baroffio) је насеље у Италији у округу Венеција, региону Венето.
Према процени из 2011. у насељу је живело 238 становника. Насеље се налази на надморској висини од 0 м.